# Leribe
Leribe is een district van Lesotho. Het heeft een oppervlakte van 2828 km² en een bevolking van ongeveer 295.000.
Hlotse is de hoofdstad (Engels: camp town; Afrikaans: kampdorp) van het district, Maputsoe is de andere officiële stad (Engels: gazetted town).
In Leribe werd Joseph Leabua Jonathan geboren, president van Lesotho in de jaren 80.
In het westen grenst Leribe aan Zuid-Afrika
Daarnaast heeft het district de volgende grenzen met andere districten:
- Butha-Buthe - noorden
- Mokhotlong - oosten
- Thabe-Tseka - zuidoosten
- Berea - zuidwesten

Berea · Butha-Buthe · Leribe · Mafeteng · Maseru · Mohale's Hoek · Mokhotlong · Qacha's Nek · Quthing · Thaba-Tseka